# Seznam městysů v Česku
V tomto seznamu městysů v Česku je uvedeno všech 233 obcí, kterým byl od roku 2006 udělen nebo obnoven status městyse.
V současnosti je v Česku 232 městysů, neboť Veverská Bítýška, které byl status městyse vrácen roku 2008, se v roce 2018 stala městem.

## Historie
Rozlišování sídel na vsi, města a městečka existuje od 13. století, od 16. století se městečkům říkalo městyse. Po roce 1918 tyto tituly udělovala vláda, od roku 2006 předseda Poslanecké sněmovny PSP ČR, přičemž k novému udělení je třeba vyjádření vlády.
Roku 1762 bylo při sčítání v českých zemích zjištěno 465 městysů, 31. října 1857 již 420 městysů, k 29. září 1938 celkem 535 městysů. Poslední obcí, která získala nově status městyse, byla obec Nový Hrozenkov v roce 1948. Od roku 1954 přestal být status městyse používán.

## Obnovený status
Dosud byly od roku 2006 městysi jmenovány převážně některé z těch obcí, které tento status měly i v minulosti (zjednodušené obnovení statusu bez vyjádření vlády podle § 3 odst. 4 Zákona o obcích).
Status městyse byl vrácen:
- 10. října 2006 – 109 obcí.[2] Z nich městyse Strmilov a Verneřice byly následně 17. října 2006 se zpětnou platností od 10. října 2006 jmenovány městy.[3][4]
- 31. října 2006 – Nový Hrozenkov[5]
- 1. prosince 2006 – 14 obcí[6]
- 23. ledna 2007 – 19 obcí[7]
- 12. dubna 2007 – 17 obcí [8]
- 22. června 2007 – 8 obcí[9]
- 23. října 2007 – 7 obcí[10]
- 11. března 2008 – 8 obcí[11]
- 23. dubna 2008 – 4 obce[12]
- 27. června 2008 – 4 obce[13]
- 24. září 2008 – 3 obce (Drásov, Lukov, Veverská Bítýška).[14] V roce 2018 získal městys Veverská Bítýška status města.[15]
- 10. listopadu 2008 – Zvíkovec[16]
- 23. ledna 2009 – 3 obce (Brodek u Přerova, Rokytnice nad Rokytnou, Větrný Jeníkov)[17]
- 31. března 2009 – 2 obce (Běhařovice, Oleksovice)[18]
- 23. dubna 2009 – 2 obce (Koloveč, Přídolí)[19]
- 17. září 2009 – Dolní Čermná[20]
- 1. dubna 2010 – Strážný[21]
- 25. ledna 2011 – Stádlec[22]
- 17. března 2011 – Nová Říše[23]
- 29. listopadu 2011 – Vysoký Chlumec[24]
- 15. března 2012 – Suchdol[25]
- 17. října 2012 – Načeradec[26]
- 24. dubna 2013 – 2 obce (Kovářská, Želetava)[27]
- 24. ledna 2014 – Štěpánov nad Svratkou[28]
- 4. března 2014 – Nové Dvory[29]
- 20. března 2014 – Libštát[30]
- 18. dubna 2014 – Liblín[31]
- 10. září 2014 – Bernartice[32]
- 9. října 2014 – Velký Vřešťov[33]
- 9. prosince 2015 – Žernov[34]
- 14. dubna 2016 – České Heřmanice[35]
- 19. října 2016 – Zdislava[36]
- 17. února 2017 – Měcholupy[37]
- 16. března 2017 – Hořice na Šumavě[38]
- 6. prosince 2017 – Staré Město pod Landštejnem[39]
- 22. října 2018 – 2 obce (Mladkov[40], Březová[41])
- 16. června 2020 – Radostín nad Oslavou[42]
- 9. února 2021 – Vratěnín[43]
- 9. května 2022 – Choustníkovo Hradiště[44]
- 1. září 2022 – Radiměř[45]
- 26. dubna 2024 – Dyjákovice[46]

## Nově stanovené městyse
Nové stanovení městyse provádí předseda Poslanecké sněmovny PČR podle § 3 odst. 2 Zákona o obcích:
- 29. května 2007 – 3 obce (Okříšky, Pavlíkov, Slabce)[47]
- 11. listopadu 2008 – Ševětín[48]

## Seznam současných městysů
| Kód      | Článek                      | Datum vyhlášení městysem | Počet obyvatel |
| -------- | --------------------------- | ------------------------ | -------------- |
| CZ545414 | Besednice                   | 10. října 2006           | 838            |
| CZ595268 | Bobrová                     | 10. října 2006           | 889            |
| CZ571202 | Bojanov                     | 10. října 2006           | 647            |
| CZ552101 | Borotín                     | 10. října 2006           | 689            |
| CZ547581 | Božejov                     | 10. října 2006           | 624            |
| CZ592927 | Brankovice                  | 10. října 2006           | 889            |
| CZ589322 | Brodek u Prostějova         | 10. října 2006           | 1489           |
| CZ592102 | Buchlovice                  | 10. října 2006           | 2420           |
| CZ590401 | Budišov                     | 10. října 2006           | 1208           |
| CZ546461 | Chlum u Třeboně             | 10. října 2006           | 1859           |
| CZ571547 | Chroustovice                | 10. října 2006           | 1254           |
| CZ556378 | Chudenice                   | 10. října 2006           | 761            |
| CZ542571 | Cítoliby                    | 10. října 2006           | 1063           |
| CZ590517 | Dalešice                    | 10. října 2006           | 561            |
| CZ582948 | Deblín                      | 10. října 2006           | 1133           |
| CZ556041 | Dešenice                    | 10. října 2006           | 716            |
| CZ529621 | Divišov                     | 10. října 2006           | 1810           |
| CZ587044 | Dolní Cerekev               | 10. října 2006           | 1232           |
| CZ581542 | Doubravice nad Svitavou     | 10. října 2006           | 1356           |
| CZ595551 | Doubravník                  | 10. října 2006           | 859            |
| CZ576301 | Doudleby nad Orlicí         | 10. října 2006           | 1770           |
| CZ589462 | Drahany                     | 10. října 2006           | 517            |
| CZ584444 | Drnholec                    | 10. října 2006           | 1864           |
| CZ550183 | Dub                         | 10. října 2006           | 436            |
| CZ501794 | Dub nad Moravou             | 10. října 2006           | 1629           |
| CZ568660 | Havlíčkova Borová           | 10. října 2006           | 990            |
| CZ561584 | Holany                      | 10. října 2006           | 564            |
| CZ567531 | Hostomice                   | 10. října 2006           | 1229           |
| CZ513768 | Hustopeče nad Bečvou        | 10. října 2006           | 1782           |
| CZ593087 | Hvězdlice                   | 10. října 2006           | 582            |
| CZ595772 | Jimramov                    | 10. října 2006           | 1207           |
| CZ540404 | Jince                       | 10. října 2006           | 2451           |
| CZ551201 | Katovice                    | 10. října 2006           | 1344           |
| CZ556467 | Kolinec                     | 10. října 2006           | 1443           |
| CZ531324 | Komárov                     | 10. října 2006           | 2408           |
| CZ537357 | Kounice                     | 10. října 2006           | 1703           |
| CZ568945 | Krucemburk                  | 10. října 2006           | 1608           |
| CZ595926 | Křižanov                    | 10. října 2006           | 1802           |
| CZ565105 | Levín                       | 10. října 2006           | 150            |
| CZ550361 | Lhenice                     | 10. října 2006           | 2109           |
| CZ569020 | Libice nad Doubravou        | 10. října 2006           | 858            |
| CZ531456 | Liteň                       | 10. října 2006           | 1245           |
| CZ581976 | Lomnice                     | 10. října 2006           | 1505           |
| CZ537446 | Loučeň                      | 10. října 2006           | 1392           |
| CZ587478 | Luka nad Jihlavou           | 10. října 2006           | 3130           |
| CZ548332 | Lukavec                     | 10. října 2006           | 1005           |
| CZ538914 | Lázně Toušeň                | 10. října 2006           | 1504           |
| CZ574210 | Machov                      | 10. října 2006           | 1057           |
| CZ534188 | Malešov                     | 10. října 2006           | 1030           |
| CZ530115 | Maršovice                   | 10. října 2006           | 787            |
| CZ583367 | Medlov                      | 10. října 2006           | 898            |
| CZ579548 | Mladé Buky                  | 10. října 2006           | 2301           |
| CZ596116 | Měřín                       | 10. října 2006           | 2010           |
| CZ542105 | Mšec                        | 10. října 2006           | 892            |
| CZ596175 | Nedvědice                   | 10. října 2006           | 1293           |
| CZ538540 | Nehvizdy                    | 10. října 2006           | 4383           |
| CZ566501 | Nepomyšl                    | 10. října 2006           | 444            |
| CZ530298 | Netvořice                   | 10. října 2006           | 1183           |
| CZ530301 | Neustupov                   | 10. října 2006           | 551            |
| CZ589764 | Nezamyslice                 | 10. října 2006           | 1494           |
| CZ548456 | Nová Cerekev                | 10. října 2006           | 1153           |
| CZ596256 | Nové Veselí                 | 10. října 2006           | 1375           |
| CZ574287 | Nový Hrádek                 | 10. října 2006           | 885            |
| CZ594555 | Olbramkostel                | 10. října 2006           | 532            |
| CZ591319 | Opatov                      | 10. října 2006           | 766            |
| CZ582182 | Ostrov u Macochy            | 10. října 2006           | 1107           |
| CZ583600 | Ostrovačice                 | 10. října 2006           | 888            |
| CZ566535 | Panenský Týnec              | 10. října 2006           | 444            |
| CZ533581 | Plaňany                     | 10. října 2006           | 1934           |
| CZ583677 | Pozořice                    | 10. října 2006           | 2399           |
| CZ594709 | Prosiměřice                 | 10. října 2006           | 868            |
| CZ589926 | Protivanov                  | 10. října 2006           | 1077           |
| CZ551660 | Radomyšl                    | 10. října 2006           | 1365           |
| CZ566667 | Ročov                       | 10. října 2006           | 543            |
| CZ542377 | Senomaty                    | 10. října 2006           | 1271           |
| CZ549843 | Sepekov                     | 10. října 2006           | 1378           |
| CZ566713 | Slavětín                    | 10. října 2006           | 653            |
| CZ565539 | Sovínky                     | 10. října 2006           | 358            |
| CZ587931 | Stonařov                    | 10. října 2006           | 1104           |
| CZ550540 | Strunkovice nad Blanicí     | 10. října 2006           | 1307           |
| CZ596825 | Strážek                     | 10. října 2006           | 853            |
| CZ599930 | Suchdol nad Odrou           | 10. října 2006           | 2903           |
| CZ582441 | Svitávka                    | 10. října 2006           | 1883           |
| CZ578843 | Svojanov                    | 10. října 2006           | 354            |
| CZ572390 | Trhová Kamenice             | 10. října 2006           | 1020           |
| CZ569640 | Uhelná Příbram              | 10. října 2006           | 521            |
| CZ547646 | Velké Poříčí                | 10. října 2006           | 2368           |
| CZ569712 | Vilémov                     | 10. října 2006           | 982            |
| CZ591904 | Vladislav                   | 10. října 2006           | 1206           |
| CZ595098 | Vranov nad Dyjí             | 10. října 2006           | 843            |
| CZ533068 | Vraný                       | 10. října 2006           | 809            |
| CZ572462 | Včelákov                    | 10. října 2006           | 568            |
| CZ535320 | Všetaty                     | 10. října 2006           | 2478           |
| CZ505781 | Zápy                        | 10. října 2006           | 924            |
| CZ563854 | Zásada                      | 10. října 2006           | 917            |
| CZ555941 | Čachrov                     | 10. října 2006           | 512            |
| CZ576182 | Častolovice                 | 10. října 2006           | 1725           |
| CZ581496 | Černá Hora                  | 10. října 2006           | 2141           |
| CZ533262 | Červené Pečky               | 10. října 2006           | 2057           |
| CZ568503 | Česká Bělá                  | 10. října 2006           | 1118           |
| CZ529541 | Český Šternberk             | 10. října 2006           | 184            |
| CZ550957 | Čestice                     | 10. října 2006           | 905            |
| CZ538884 | Škvorec                     | 10. října 2006           | 2218           |
| CZ569593 | Štoky                       | 10. října 2006           | 1989           |
| CZ594890 | Štítary                     | 10. října 2006           | 701            |
| CZ539732 | Štěchovice                  | 10. října 2006           | 2224           |
| CZ534650 | Žehušice                    | 10. října 2006           | 884            |
| CZ558630 | Žinkovy                     | 10. října 2006           | 866            |
| CZ544566 | Nový Hrozenkov              | 31. října 2006           | 2512           |
| CZ584321 | Boleradice                  | 1. prosince 2006         | 945            |
| CZ575054 | Choltice                    | 1. prosince 2006         | 1244           |
| CZ553794 | Klenčí pod Čerchovem        | 1. prosince 2006         | 1459           |
| CZ534129 | Kácov                       | 1. prosince 2006         | 794            |
| CZ545571 | Křemže                      | 1. prosince 2006         | 3009           |
| CZ541982 | Křivoklát                   | 1. prosince 2006         | 678            |
| CZ581828 | Křtiny                      | 1. prosince 2006         | 820            |
| CZ596361 | Ostrov nad Oslavou          | 1. prosince 2006         | 1012           |
| CZ566551 | Peruc                       | 1. prosince 2006         | 2340           |
| CZ534358 | Rataje nad Sázavou          | 1. prosince 2006         | 544            |
| CZ599867 | Spálov                      | 1. prosince 2006         | 909            |
| CZ585009 | Velké Němčice               | 1. prosince 2006         | 2249           |
| CZ595055 | Vémyslice                   | 1. prosince 2006         | 693            |
| CZ531022 | Zdislavice                  | 1. prosince 2006         | 509            |
| CZ593770 | Blížkovice                  | 23. ledna 2007           | 1214           |
| CZ533971 | Bílé Podolí                 | 23. ledna 2007           | 598            |
| CZ533246 | Cerhenice                   | 23. ledna 2007           | 1908           |
| CZ560901 | Chodová Planá               | 23. ledna 2007           | 1982           |
| CZ545481 | Frymburk                    | 23. ledna 2007           | 1379           |
| CZ581682 | Jedovnice                   | 23. ledna 2007           | 2982           |
| CZ531316 | Karlštejn                   | 23. ledna 2007           | 815            |
| CZ589659 | Kralice na Hané             | 23. ledna 2007           | 1690           |
| CZ530000 | Křivsoudov                  | 23. ledna 2007           | 449            |
| CZ530107 | Louňovice pod Blaníkem      | 23. ledna 2007           | 657            |
| CZ587541 | Mrákotín                    | 23. ledna 2007           | 885            |
| CZ504505 | Náměšť na Hané              | 23. ledna 2007           | 2202           |
| CZ573329 | Podhradí                    | 23. ledna 2007           | 490            |
| CZ582352 | Sloup                       | 23. ledna 2007           | 991            |
| CZ587923 | Stará Říše                  | 23. ledna 2007           | 625            |
| CZ561207 | Stráž                       | 23. ledna 2007           | 1365           |
| CZ590100 | Tištín                      | 23. ledna 2007           | 465            |
| CZ595071 | Višňové                     | 23. ledna 2007           | 1055           |
| CZ597091 | Vojnův Městec               | 23. ledna 2007           | 795            |
| CZ595292 | Bohdalov                    | 12. dubna 2007           | 1180           |
| CZ531138 | Cerhovice                   | 12. dubna 2007           | 1210           |
| CZ535931 | Chotětov                    | 12. dubna 2007           | 1449           |
| CZ544388 | Dolní Bukovsko              | 12. dubna 2007           | 1696           |
| CZ590592 | Heraltice                   | 12. dubna 2007           | 381            |
| CZ537411 | Křinec                      | 12. dubna 2007           | 1363           |
| CZ507920 | Litultovice                 | 12. dubna 2007           | 926            |
| CZ573213 | Mlázovice                   | 12. dubna 2007           | 553            |
| CZ591173 | Mohelno                     | 12. dubna 2007           | 1394           |
| CZ584665 | Moravská Nová Ves           | 12. dubna 2007           | 2630           |
| CZ592471 | Osvětimany                  | 12. dubna 2007           | 880            |
| CZ596787 | Sněžné                      | 12. dubna 2007           | 751            |
| CZ591742 | Stařeč                      | 12. dubna 2007           | 1689           |
| CZ505668 | Velký Újezd                 | 12. dubna 2007           | 1389           |
| CZ533114 | Zlonice                     | 12. dubna 2007           | 2285           |
| CZ529486 | Čechtice                    | 12. dubna 2007           | 1453           |
| CZ551856 | Štěkeň                      | 12. dubna 2007           | 862            |
| CZ591301 | Okříšky                     | 29. května 2007          | 1996           |
| CZ544248 | Pavlíkov                    | 29. května 2007          | 1073           |
| CZ542415 | Slabce                      | 29. května 2007          | 722            |
| CZ581739 | Knínice                     | 22. června 2007          | 965            |
| CZ544736 | Ledenice                    | 22. června 2007          | 2547           |
| CZ573299 | Pecka                       | 22. června 2007          | 1335           |
| CZ592510 | Polešovice                  | 22. června 2007          | 2023           |
| CZ530948 | Vrchotovy Janovice          | 22. června 2007          | 1050           |
| CZ569658 | Úsobí                       | 22. června 2007          | 702            |
| CZ594881 | Šatov                       | 22. června 2007          | 1168           |
| CZ572641 | Žumberk                     | 22. června 2007          | 273            |
| CZ564621 | Brozany nad Ohří            | 23. října 2007           | 1306           |
| CZ541877 | Kněževes                    | 23. října 2007           | 1018           |
| CZ588695 | Litenčice                   | 23. října 2007           | 483            |
| CZ582018 | Lysice                      | 23. října 2007           | 1944           |
| CZ584720 | Nosislav                    | 23. října 2007           | 1385           |
| CZ594563 | Olbramovice                 | 23. října 2007           | 1155           |
| CZ594962 | Troskotovice                | 23. října 2007           | 712            |
| CZ535478 | Bezno                       | 11. března 2008          | 1000           |
| CZ535583 | Březno                      | 11. března 2008          | 1064           |
| CZ539163 | Davle                       | 11. března 2008          | 1833           |
| CZ587346 | Kamenice                    | 11. března 2008          | 1991           |
| CZ580503 | Kunvald                     | 11. března 2008          | 941            |
| CZ538434 | Svatava                     | 11. března 2008          | 1659           |
| CZ554456 | Všeruby                     | 11. března 2008          | 795            |
| CZ579114 | Černý Důl                   | 11. března 2008          | 703            |
| CZ586862 | Batelov                     | 23. dubna 2008           | 2443           |
| CZ513229 | Dřevohostice                | 23. dubna 2008           | 1475           |
| CZ549401 | Pozlovice                   | 23. dubna 2008           | 1370           |
| CZ593621 | Švábenice                   | 23. dubna 2008           | 1039           |
| CZ535559 | Brodce                      | 27. června 2008          | 1115           |
| CZ552666 | Malšice                     | 27. června 2008          | 1896           |
| CZ594431 | Mikulovice                  | 27. června 2008          | 650            |
| CZ548464 | Nový Rychnov                | 27. června 2008          | 979            |
| CZ582972 | Drásov                      | 24. září 2008            | 2099           |
| CZ594393 | Lukov                       | 24. září 2008            | 259            |
| CZ541061 | Zvíkovec                    | 10. listopadu 2008       | 202            |
| CZ545121 | Ševětín                     | 11. listopadu 2008       | 1377           |
| CZ512800 | Brodek u Přerova            | 23. ledna 2009           | 1873           |
| CZ591611 | Rokytnice nad Rokytnou      | 23. ledna 2009           | 834            |
| CZ588121 | Větrný Jeníkov              | 23. ledna 2009           | 628            |
| CZ593737 | Běhařovice                  | 31. března 2009          | 382            |
| CZ594571 | Oleksovice                  | 31. března 2009          | 667            |
| CZ553816 | Koloveč                     | 23. dubna 2009           | 1022           |
| CZ545724 | Přídolí                     | 23. dubna 2009           | 702            |
| CZ580112 | Dolní Čermná                | 17. září 2009            | 1371           |
| CZ550531 | Strážný                     | 1. dubna 2010            | 407            |
| CZ553140 | Stádlec                     | 21. ledna 2011           | 587            |
| CZ587591 | Nová Říše                   | 17. března 2011          | 876            |
| CZ541591 | Vysoký Chlumec              | 29. listopadu 2011       | 825            |
| CZ534439 | Suchdol                     | 15. března 2012          | 1124           |
| CZ530212 | Načeradec                   | 17. října 2012           | 1114           |
| CZ563137 | Kovářská                    | 24. dubna 2013           | 972            |
| CZ591998 | Želetava                    | 24. dubna 2013           | 1487           |
| CZ596884 | Štěpánov nad Svratkou       | 24. ledna 2014           | 713            |
| CZ534242 | Nové Dvory                  | 4. března 2014           | 919            |
| CZ577294 | Libštát                     | 20. března 2014          | 931            |
| CZ559954 | Liblín                      | 18. dubna 2014           | 252            |
| CZ549266 | Bernartice                  | 10. září 2014            | 1412           |
| CZ579793 | Velký Vřešťov               | 9. října 2014            | 248            |
| CZ574708 | Žernov                      | 9. prosince 2015         | 317            |
| CZ580040 | České Heřmanice             | 14. dubna 2016           | 604            |
| CZ564541 | Zdislava                    | 19. října 2016           | 269            |
| CZ566454 | Měcholupy                   | 15. února 2017           | 991            |
| CZ545520 | Hořice na Šumavě            | 16. března 2017          | 903            |
| CZ547212 | Staré Město pod Landštejnem | 6. prosince 2017         | 482            |
| CZ506451 | Březová                     | 22. října 2018           | 1406           |
| CZ580651 | Mladkov                     | 22. října 2018           | 547            |
| CZ596574 | Radostín nad Oslavou        | 16. června 2020          | 935            |
| CZ595110 | Vratěnín                    | 9. února 2021            | 281            |
| CZ579327 | Choustníkovo Hradiště       | 9. května 2022           | 636            |
| CZ578657 | Radiměř                     | 1. září 2022             | 1209           |
| CZ593974 | Dyjákovice                  | 26. dubna 2024           | 937            |